# Epsilon

Epsilon — majuskulní i minuskulní varianta

Epsilon nebo Epsílon (majuskulní podoba Ε, minuskulní podoba ε, novořecký název Έψιλον, starořecký ἒ ψιλόν) je páté písmeno řecké abecedy. V systému řeckých číslic má hodnotu 5.
Název znamená „jednoduché e“ a sloužil k odlišení ε od původně dvojhlásky ει, která se v pozní starořečtině koiné vyslovovala stejně jako samotné ε. Obdobně se rozlišilo ypsilon (Υ/υ) od stejně čtené bývalé dvojhlásky οι.
Vyvinulo se z něj písmeno „E“ v latince a písmeno „Е“ v cyrilici.

## Použití
písmene „ε“ se používá například jako symbolu pro
- „libovolně malé“ hodnoty v diferenciálním počtu v matematice
- Levi-Civitův symbol v matematice
- prázdné slovo v teorii formálních jazyků (někdy bývá ovšem pro tento účel použita lambda)
- permitivitu ve fyzice
- úhlové zrychlení ve fyzice
- molární absorpční koeficient v chemii (spektrofotometrie)
- relativní deformace ve fyzice
- polootevřenou přední nezaokrouhlenou samohlásku v mezinárodní fonetické abecedě

## Reprezentace v počítači
V Unicode je podporováno jak
- majuskulní epsilon
  - U+0395 GREEK CAPITAL LETTER EPSILON
- tak minuskulní epsilon
  - U+03B5 GREEK SMALL LETTER EPSILON

V HTML je možné je zapsat pomocí &#917; respektive
&#949, případně pomocí HTML entit
&Epsilon; respektive &epsilon;.
V LaTeXu je možné minuskulní epsilon napsat pomocí příkazu
\epsilon ({\displaystyle \epsilon }) popř. \varepsilon ({\displaystyle \varepsilon }), pro majuskulní formu se používá písmeno „E“ z
latinky.